# Lena Cornelissen
Lena Cornelissen (* 2000 in Bonn) ist Aktivistin, Referentin und Politikerin im Bereich Ableismus, Barrierefreiheit und Inklusion. Sie ist Stadtverordnete für das Die Grünen in Bonn und betreibt Sozial- und Behindertenpolitik. Sie ist Para-Schwimmerin auf nationaler und internationaler Ebene.

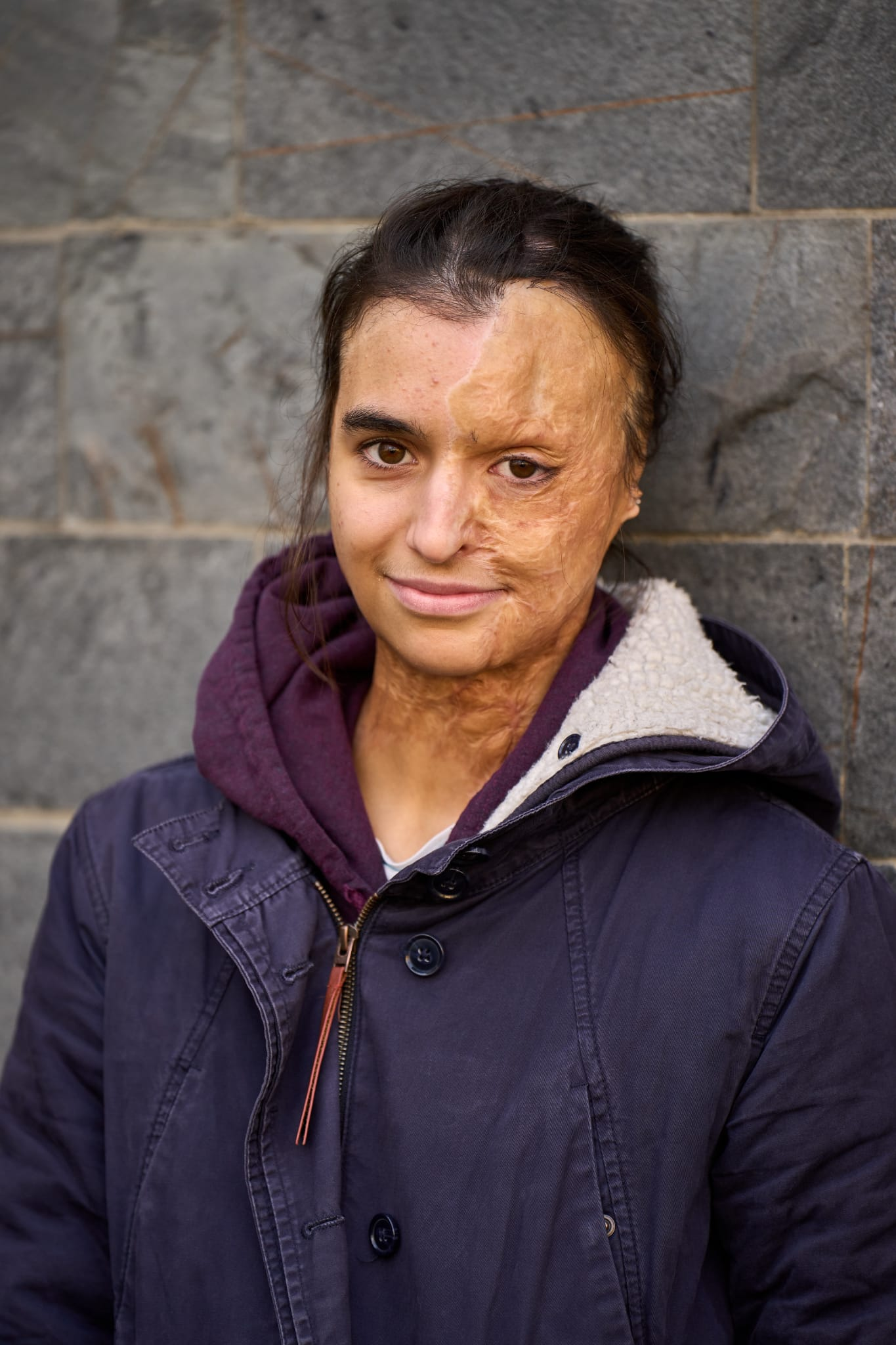
Lena Cornelissen, 2023

## Leben
2018 erhielt Cornelissen das Abitur in Bonn. Seit 2020 studiert sie Psychologie an der Fernuniversität Hagen.
Seit ihrer Kindheit ist sie psychisch krank und seit einem schweren Unfall 2019 lebt sie mit körperlicher Behinderung und weiteren chronischen Erkrankungen. Sie identifiziert sich als queer. Politisch ist Cornelissen seit 2018 bei den Grünen und der Grünen Jugend aktiv. Bei den Kommunalwahlen 2020 und 2025 war sie Direktkandidatin für den Wahlbezirk Heiderhof / Muffendorf, seit 2021 ist sie Sachkundige Bürgerin im Ausschuss für Soziales, Migration und Gesundheit und Projektbeirat Behindertenpolitischer Teilhabeplan und seit 2023 ist dey Stadträtin in Bonn, dann auch als sportpolitische Sprecherin.
Seit 2022 macht sie wieder Leistungsschwimmen und tritt für Bayer Leverkusen bei Wettkämpfen an.
Sie lebt mit ihrer Familie in Bonn.

## Aktivismus
2020 und 2021 setzte sich Lena Cornelissen insbesondere für Aufklärung im Bereich Verbrennungen ein. Ihr Podcast heißt Gezeichnet vom Leben – Leben mit Verbrennungen, der Instagram-Account ist Leben mit Verbrennungen.
Sie setzt sich breiter gegen Ableismus ein – in den sozialen Netzwerken (z. B. auf Instagram), mit Auftritten in verschiedenen Formaten und als Referentin. Cornelissen gibt Workshops zu Ableismus, Barrierefreiheit und Intersektionalität. Gemeinsam mit Koi Katha Delfin Blaeser hat dey im Mai 2025 das Buch "Behindert und Verrückt - Jetzt reden Wir!" herausgebracht. Zudem hat sie das Kapitel "To exist is to resist - Behindert und queer" in der Anthologie "Sexualität unbehindert leben" von Frank Herrath und Kathrin Brönstrup geschrieben. Lena Cornelissen hat den Verein Disability und Mad Pride Bonn mitgegründet und ist an der Organisation der Demonstrationen beteiligt.

## Schriften
- Koi Katha Delfin Blaeser, Lena Cornelissen: Behindert und Verrückt - Jetzt reden Wir!, 2025, ISBN 9783769399936. https://buchshop.bod.de/behindert-und-verrueckt-jetzt-reden-wir-9783769399936
- Lena Cornelissen: To exist is to resist - Behindert und queer; in: Frank Herrath, Kathrin Brönstrup: Sexualität unbehindert leben, 2024, ISBN 978-3-17-044808-7. https://elibrary.kohlhammer.de/book/10.17433/978-3-17-044809-4